# Cầu tõm
Cầu tõm là danh từ xuất phát từ thói quen người ta ngồi trên cầu tre bắc qua con mương hay trên một cái ao, hồ để đại tiện. Cầu tõm là một kiểu đại tiện không hợp vệ sinh. Vì có nó mà khiến các con mương có chiếc cầu tre bắc qua trở nên ô nhiễm, hôi thối vì phân. Ở miền Tây, người ta còn kết hợp cầu tõm với ao nuôi cá tra, cá basa, cá vồ để tận dụng chất thải làm thức ăn cho cá. Hiện nay chính phủ Việt Nam đang có biện pháp để ngăn tình trạng này.

## Xuất xứ
Từ cầu tõm có thể nói được nhắc đến nhiều nhất là vùng đất Tây Ninh - một vùng chiêm trũng, từ tõm chỉ âm thanh phát ra khi người ta đi đại tiện bằng cách này. Lâu dần nó trở thành một từ phổ thông mà mỗi khi nhắc đến những người dân quanh vùng đều hiểu. Thậm chí có người còn ví đây là một nét văn hóa của người dân.